# Classe Jurij Ivanov
La classe Jurij Ivanov (Project 18280 secondo la designazione russa) è una classe di navi spia della Marina militare russa, specializzata nelle attività SIGINT e di guerra elettronica. La classe è composta da due unità (di quattro inizialmente progettate) entrate in servizio tra il 2014 e il 2018.
Delle due unità costruite, la capoclasse Jurij Ivanov è in servizio con la Flotta del Nord mentre la gemella Ivan Hurs è stata assegnata alla Flotta del Mar Nero. La seconda unità ha preso parte alle operazioni navali dell'invasione russa dell'Ucraina, venendo gravemente danneggiata in un attacco missilistico ucraino a Sebastopoli il 24 marzo 2024.

## Caratteristiche
Le Jurij Ivanov presentano uno scafo dalla lunghezza fuori tutto di 96 metri, largo 16 metri e con un pescaggio di 4 metri; il dislocamento standard si aggira sulle 2500 tonnellate, salendo a circa 4000 tonnellate con la nave a pieno carico. L'equipaggio ammonta a 131 tra ufficiali e marinai.
Il sistema propulsivo si basa su due motori diesel 5DRA, azionanti due eliche a passo fisso; la potenza complessiva dell'impianto ammonta a 5 440 hp (4 060 kW), il che garantisce alle unità una velocità massima di 20 nodi (37,04 km/h). L'autonomia si aggira sulle 8000 miglia alla velocità di crociera di 16 nodi (14820 km a 29,63 km/h) .
L'armamento è rivolto unicamente all'autoprotezione da minacce a corto raggio, annoverando quattro mitragliere singole MTPU-1 da 14,5 mm e sei lanciatori MANPADS per missili antiaerei tipo Igla.

## Unità
Entrambe le unità sono state costruite nei cantieri Severnaya Verf di San Pietroburgo.
| Nome         | Impostazione     | Varo              | Entrata in servizio | Status                                                                                          |
| ------------ | ---------------- | ----------------- | ------------------- | ----------------------------------------------------------------------------------------------- |
| Jurij Ivanov | 27 dicembre 2004 | 30 settembre 2013 | 30 dicembre 2014    | In servizio con la Flotta del Nord                                                              |
| Ivan Hurs    | 14 novembre 2013 | 16 maggio 2017    | 18 giugno 2018      | In servizio con la Flotta del Mar Nero, danneggiata in un attacco missilistico il 24 marzo 2024 |